# De Week

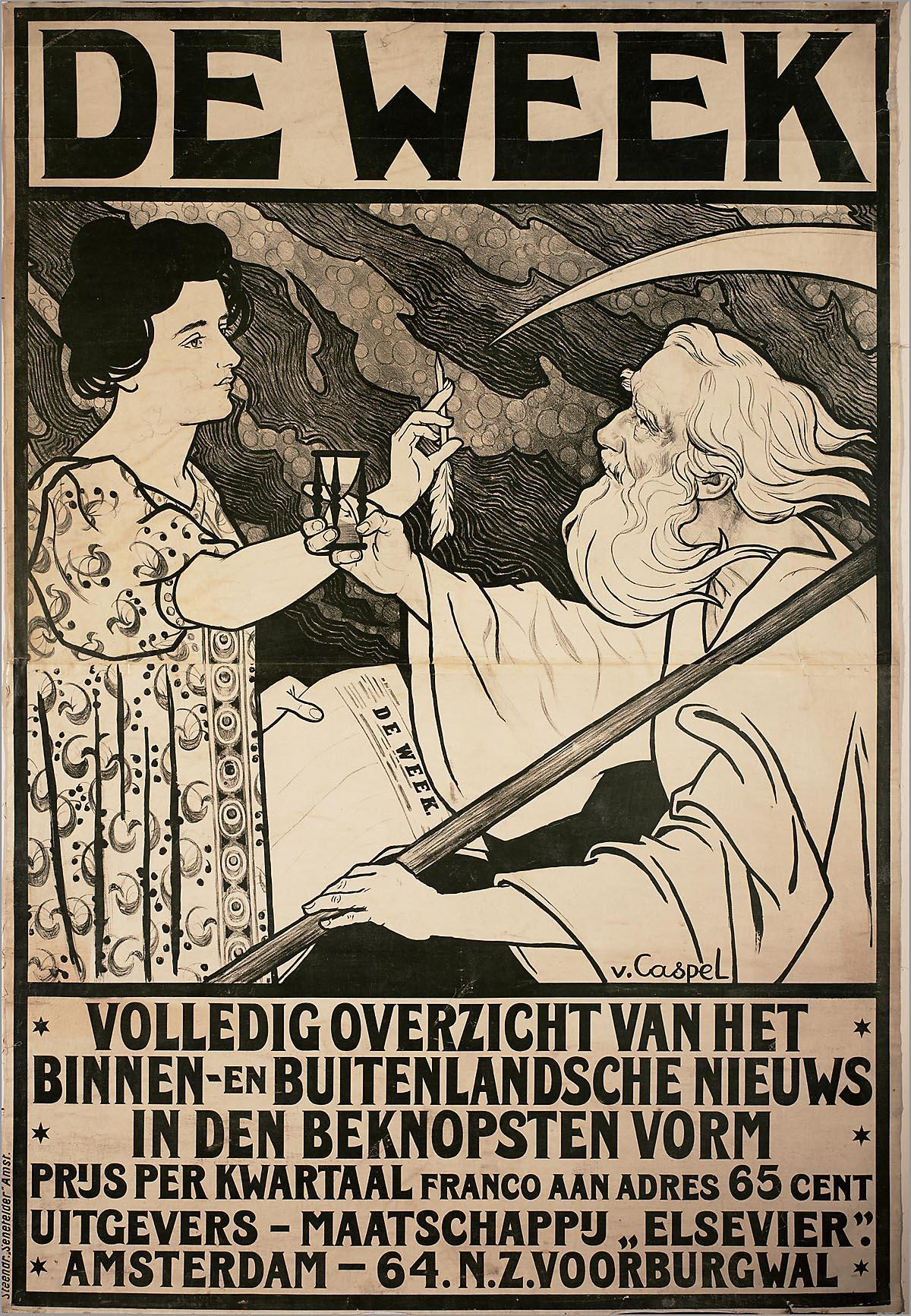
Affiche om reclame te maken voor De Week

De Week is het eerste weekblad van Uitgevers-Maatschappij Elsevier. Het verscheen in 1900, bijna een halve eeuw voor de lancering van Elseviers Weekblad in 1945. Het nieuwsweekblad op krantenformaat richtte zich op lezers die geen tijd hadden voor de dagbladen. Een succes was het niet. Reeds na zes maanden besloot de directie de uitgave te staken.

## Doelgroep
Uit een verklaring van de directie die stond gedrukt in het eerste nummer, blijkt dat De Week zich richtte (net als een kwart eeuw later Time Magazine in de Verenigde Staten) op de drukke zakenman en andere lezers die nauwelijks tijd hadden voor de dagbladen. De Week beoogde zijn lezers op de hoogte te brengen van de belangrijkste gebeurtenissen in binnen- en buitenland. Later stond die missie ook als pay-off onder het logo: ‘‘Het binnen- en buitenlandsche nieuws in den beknopsten vorm’’.

### Verklaring van de directie
In de eerste editie stond op de voorpagina onder de aanhef ‘‘L.S.’’ onderstaande verklaring van de directie:
„Alweer een krant!”
Juist! Maar in uwen uitroep zelf ligt de verklaring van het verschijnen van „De Week”. Immers wij leven zoo gejaagd — wij hebben haast nooit tijd om een krant nauwkeurig te lezen — en toch is het een behoefte van geestelijken en stoffelijken aard te weten wat er gebeurt, op de hoogte te zijn van de feiten en omstandigheden te midden waarvan wij leven.
De kranten helpen ons om die behoefte te bevredigen, maar juist door hun overvloed, een overvloed in omvang vooral, maar ook in getal, maken zij ons nog onrustiger, nog meer gejaagd. Hoe vaak niet ontsnapt ons een feit, dat later blijkt van groot belang te zijn? Hoe vaak niet ontbreekt ons de tijd, méér dan het voor onze behoefte strikt noodige te lezen? - en nog hoeveel vaker niet ontbreekt ons, eenmaal achterop met onze lectuur, de tijd en de lust de zich opstapelende hoeveelheid, zelfs gesteld dat wij onze kranten bewaren, toch te doorworstelen?
Aan al deze bezwaren - bezwaren inderdaad van onzen tijd - komt „De Week” tegemoet. In „De Week” wordt in den meest beknopten vorm te lezen gegeven, al wat in binnen- en buitenland waard is de belangstelling te wekken van den Nederlander, die op de hoogte wil en moet blijven van de gebeurtenissen en feiten van den dag.
Wat men verzuimde te lezen - wat men slechts vluchtig kon nagaan - wat men gaarne nog eens overziet - dat alles vindt men, aan het eind der week, onder de verschillende rubrieken van „De Week” kort en duidelijk terug, ontdaan van kritiek en beschouwing, eenvoudig en overzichtelijk. De Redactie-Commissie, aan het hoofd van ons blad genoemd, zal waken, dat de krant steeds het karakter behoudt van strikte onpartijdigheid in het vermelden der feiten.
Zoo wordt „De Week”:
Voor wie niet àlles konden lezen: een welkome hulp.
Voor wie vluchtig lazen: een onmisbare herhaling.
Voor wie lazen wèl lazen: een altijd frisch geheugen.
Voor allen: een onschatbare steun.
Daarom dan ook stellen wij den prijs zóó laag - slechts 65 cents per kwartaal franco per post aan adres - dat waarlijk allen in staat zijn zich dien steun te verschaffen.
Verder spreke „De Week” voor zichzelve.
De Directie.

## Redactie
De redactie werd geleid door hoofdredacteur dr. Hendrik Enno van Gelder. Hij werd bijgestaan door een Redactiecommissie, bestaande uit mr. Jan Simon van der Aa, mr. Hendrik Petrus Berlage, Frits Lapidoth en mr. A.J. Cohen Stuart

## Eerste nummer
Het eerste nummer telde vier pagina's op krantenformaat en is gedateerd zaterdag 6 januari 1900. Het buitenlandoverzicht beslaat de hele voorpagina en begint met Engeland (over de oorlog in Zuid-Afrika). Verder komen aan bod Duitsland, Oostenrijk-Hongarije en Rusland.
Het nieuws wordt inderdaad kort en zakelijk weergegeven, maar bevat ook als feuilleton een volkstellingsnovelle van Frits Lapidoth, getiteld "Niet meegeteld”.

## Reclame
Met affiches werd reclame gemaakt voor het weekblad. Zo tekende Johann Georg van Caspel een vrouw die met De Week in de rechterhand vadertje Tijd met zeis en zandloper op afstand houdt. Onder de tekening staat met kapitale letters de tekst: ‘‘Volledig overzicht van het binnen- en buitenlandsche nieuws in den beknopsten vorm. Prijs per kwartaal franco aan adres 65 cent.’’ Met daaronder de naam van de uitgever en het adres (N.Z. Voorburgwal 64 in Amsterdam).

## Ontvangst
De meeste dagbladen berichtten de eerste week kort over het eerste nummer. In Nederlands-Indië duurde dat uiteraard wat langer. Op 12 februari schreef De Locomotief dat ‘‘voor velen in Indië zoo'n overzichtblad van Europeesche zaken wel bruikbaar [zal] zijn’’ .

## Laatste nummer
Anders dan in 1923 in de Verenigde Staten met de lancering van Time zijn de Nederlanders in 1900 blijkbaar nog niet toe aan een nieuwsweekblad. Na 26 nummers besluit de directie de uitgave te staken bij gebrek aan belangstelling. Een half jaar is wellicht te kort om een weekblad te testen, maar niet alle aandeelhouders zullen gelukkig zijn geweest met de kostbare uitgave van het weekblad.
Het laatste nummer is gedateerd zaterdag 30 juni 1900. Linksboven op de voorpagina staat deze korte mededeling: ‘‘Door gebrek aan voldoende belangstelling wordt de uitgave van dit blad met dit nummer gestaakt.’’

## Nijgh & Van Ditmar
Twee jaar later probeert de Rotterdamse uitgever Nijgh & Van Ditmar het opnieuw. Op 5 april 1902 verschijnt De Week, met als ondertitel ‘‘Geïllustreerd.’’ Ook dit weekblad beoogt met een ‘‘weekoverzicht de lezers op de hoogte te houden van alles wat er in binnen- en buitenland is omgegaan’’. Zeventien jaar later, op 29 maart 1919, gaat De Week op in Wereldkroniek, dat sinds 1894 door dezelfde uitgever wordt uitgegeven. Het laatste nummer daarvan verschijnt op 1 oktober 1970.

## Archieven
Exemplaren van De Week zijn te vinden:
- in de Koninklijke Bibliotheek in Den Haag[4]
- op de website van Elsevier Weekblad[5]